# (13770) Commerson
(13770) Commerson est un astéroïde de la ceinture principale.

## Description
(13770) Commerson est un astéroïde de la ceinture principale. Il fut découvert le 20 septembre 1998 à La Silla par Eric Walter Elst. Il présente une orbite caractérisée par un demi-grand axe de 3,05 UA, une excentricité de 0,09 et une inclinaison de 3,0° par rapport à l'écliptique.

## Compléments